# 900er
Portal Geschichte | Portal Biografien | Aktuelle Ereignisse | Jahreskalender | Tagesartikel

◄ |
9. Jh. |
10. Jahrhundert
| 11. Jh. | ►

◄ |
870er |
880er |
890er |
900er
| 910er | 920er | 930er | ►

900 |
901 |
902 |
903 |
904 |
905 |
906 |
907 |
908 |
909

## Ereignisse
- Zahlreiche Raubzüge der Ungarn in Großmähren, Sachsen und Schwaben.
- 907: Waräger belagern erfolglos Konstantinopel von der See aus.